# Benrathska linija
Benratskom linijom naziva se jezična granica između regionalnih narječja sjeverne Njemačke (donjenjemački) i jezičnog područja gdje se govori gornje- odnosno srednjenjemački jezik. Ta zamišljena linija proteže se u smjeru zapad - istok poprijeko preko Njemačke i ide od Aachena preko Benratha (koji je dio grada Düsseldorfa) gdje prelazi Rajnu, zatim preko Olpe, Kassela do Dessaua prema Berlinu i Franfurtu na Odri. Ime je dobila prema spomenutom sjecištu Rajne u Benratu. 
Sjevernogermanska jezična granica prema Schleswig-Holsteinu nazvana je prema rijeci Eider. Južna granica srednjenjemačkog jezičnog područja zove se Speyerova ili Mainlinija.